# Iridescence

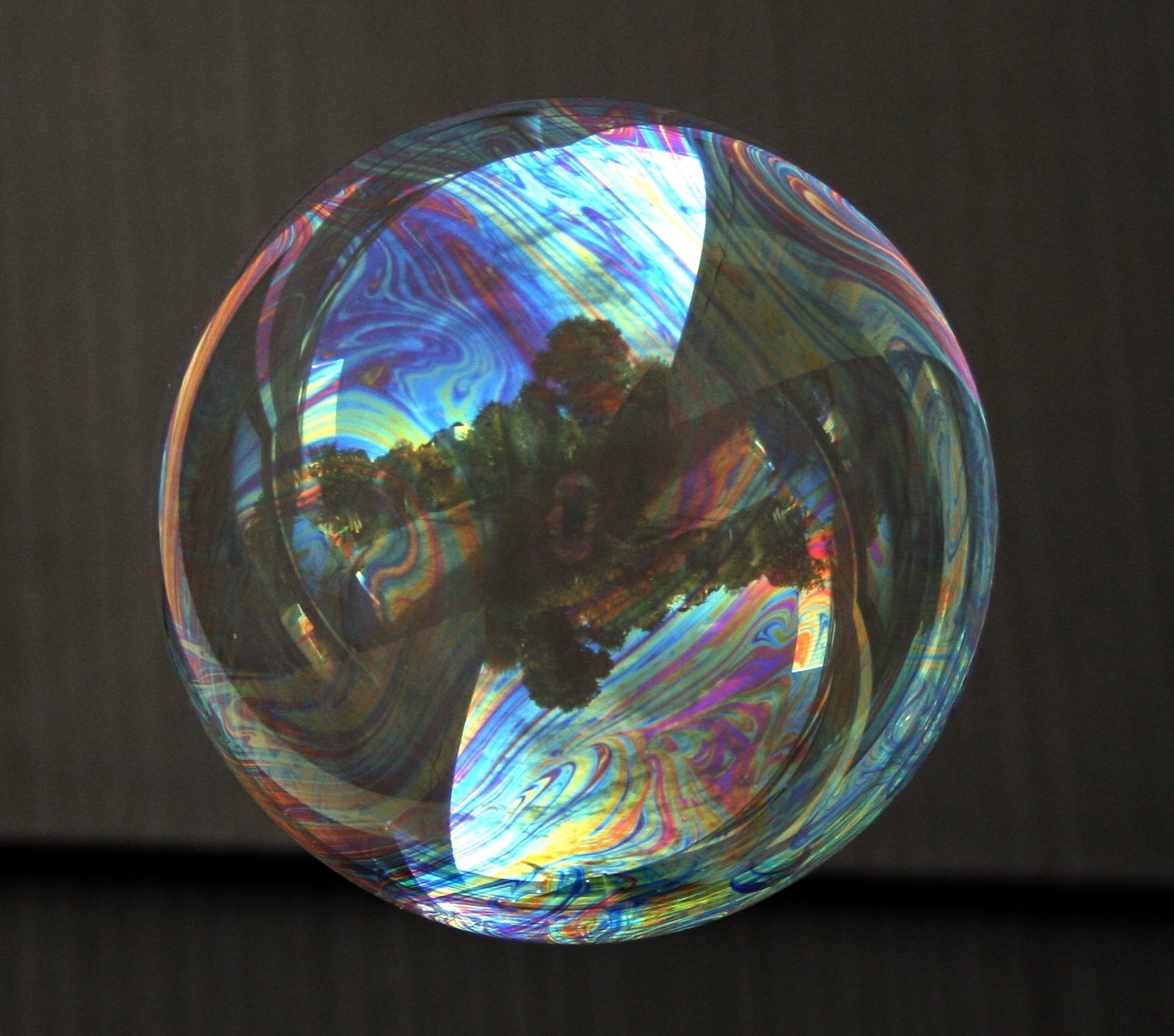
Iridescence u mýdlové bubliny

Iridescence (jinak také irizace nebo goniochorismus) je optický jev způsobený odrazem a interferencí vln světla na tenkých vrstvách nebo difrakcí světla na nanostrukturách objektů. Jasnost a barvy iridescentních objektů se mění dle úhlu dopadu světla a úhlu pohledu na ně, tato vlastnost je zásadní pro popis objektu jako iridescentního. Typicky se tento jev projevuje jako jasné pestře duhové zbarvení objektu s metalickými odlesky. I samotný termín vychází z latinského slova iris, tedy duha.
Iredescenci je možné běžně pozorovat jako duhové zbarvení na mýdlových bublinách, olejových skvrnách nebo CD a DVD nosičích. V přírodě se vyskytuje v různých barevných variacích na krovkách brouků, křídlech motýlů, lasturách mlžů a schránkách plžů (perleť), peří ptáků, šupinách ryb a plazů, květech rostlin i na povrchu minerálů jako diamant nebo opál (od něj odvozený termín opalescence), za určitých podmínek i jako meteorologický jev v oblacích (tzv. irizace oblaků).

## Vznik jevu
Zvláštností je, že iridescentní objekty se jeví pestře barevné a barvoměnné, ačkoli samy nemusí obsahovat žádné pigmenty. Vznik iridescentního zbarvení (tedy metalicky duhové, opaleskující nebo perleťové zbarvení) není na pigmentech objektu závislý. Viditelné barvy vznikají pouze rozkladem nebo interferencí světelných vln na specifickém povrchu nebo mezi povrchy s různým indexem lomu (refrakční index).
Iridescence vzniká často odrazem a interferencí vln světla na jedné nebo více tenkých vrstvách. U mýdlových bublin dochází k odrazu na vnější i vnitřní straně tenké vrstvy mýdlové vody. V případě perleti vzniká iridescence odrazem světla mezi tenkými na sobě naskládanými vrstvami aragonitu (uhličitan vápenatý) a následnou interferencí paprsků. Tloušťka těchto vrstev se pohybuje v rozpětí 300–1500 nm, což umožňuje právě interferenci různých vlnových délek barevného spektra. Podobně fungují i iridofory (buňky schopné iridescenční barvoměny, typ chromatoforů) u některých druhů ryb nebo plazů. Tyto buňky kombinují spodní vrstvu barviva (melanin) a několik vrstev odrazových destiček nad ní, které umožňují vznik barevné či stříbřité iridescence.
Další možností je difrakce na nanostrukturách s opakujícím se vzorem o velikosti 100-800 nm (opět se velikostně víceméně překrývající s vlnovou délkou viditelného barevného spektra světla), tzv. difrakčních mřížkách. Příkladem jsou pravidelně rozmístěné důlky v CD nosičích, laminy ptačího peří nebo chitinové šupinky na povrchu motýlích křídel. Tento jev ale může vznikat i na krystalových mřížkách.

## Výskyt a význam v přírodě

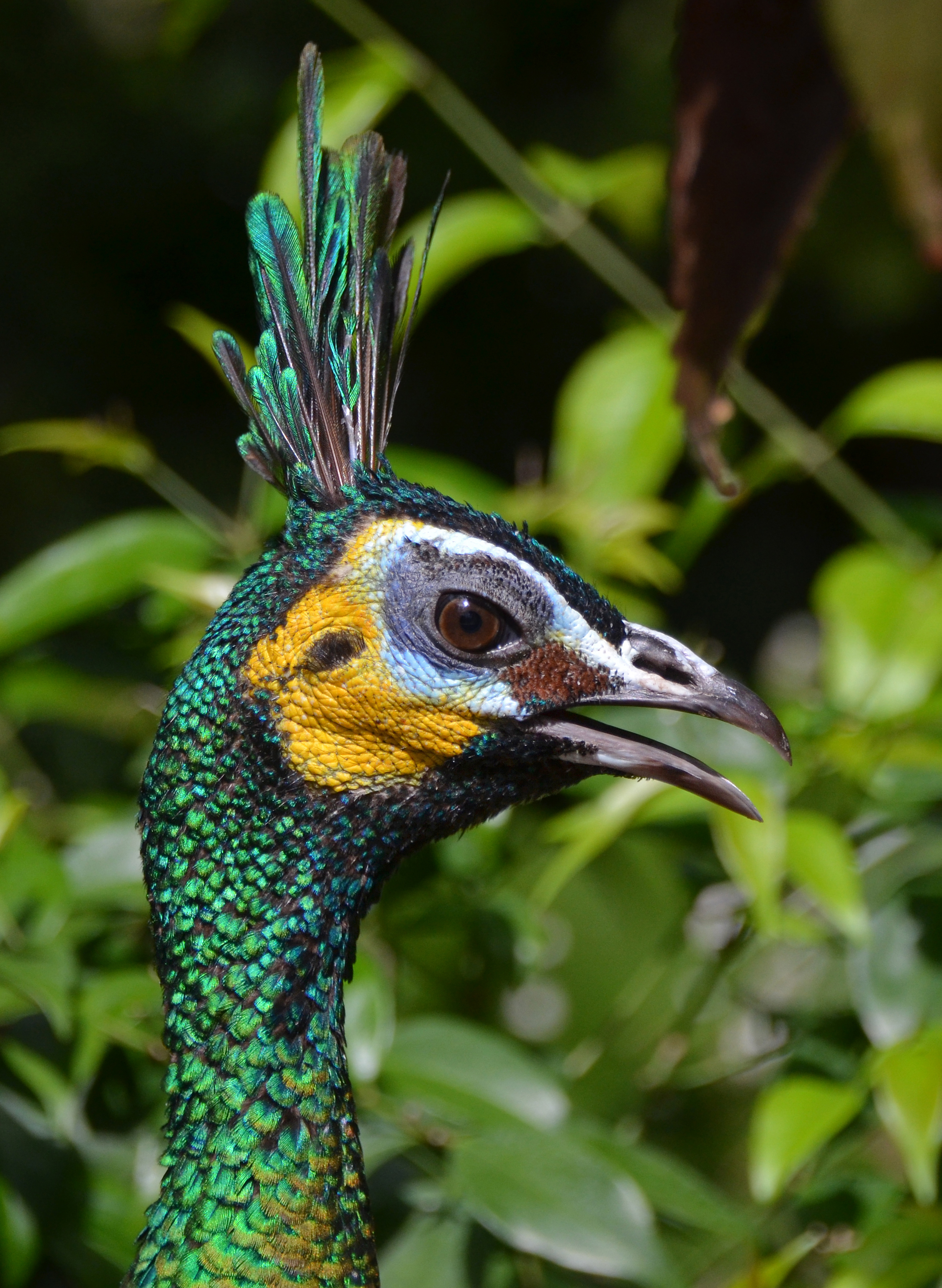
Hlava páva zeleného s výraznou iridescencí peří.

V evoluční historii došlo ke vzniku iridescence vícekrát nezávisle na sobě u různých skupin organismů, například u brouků (Coleoptera), motýlů (Lepidoptera, např. rod Morpho), ptáků (např. kolibříci, rajky, špačci) a objevena byla i na peří u dinosaurů (např. Microraptor). Naopak vzácný je výskyt iridescence u savců (např. zlatokrt).

### Iridescence u živočichů
Potenciál pro vznik iridescence u hmyzu umožňuje typická struktura jejich kutikuly (vrstvy kryjící povrch těla), která se skládá z více vrstev chitinu. Podobně u ptáků je výrazná iridescence daná přestavbou struktury keratinu a melaninových granul na povrchu paprsků vycházejících z větviček na ostnu brka (viz stavba pera).
Vzhledem k obtížnosti výzkumu takto drobných struktur, není plný význam iridescence u živočichů stále zcela probádaný. Slouží ale jistě jako komunikační prostředek. Iridescence se vyskytuje často u organismů s pohlavním dimorfismem a její evoluce tak do jisté míry souvisí s pohlavním výběrem, kdy iridescentní peří můžeme například pozorovat ve větší míře u samců než u samic některých druhů ptáků (např. pávi, kachny). Kromě informace o pohlaví (nejen pro partnery, ale i potenciální rivaly) může iridescence také sloužit jako maskování nebo varovné zbarvení.

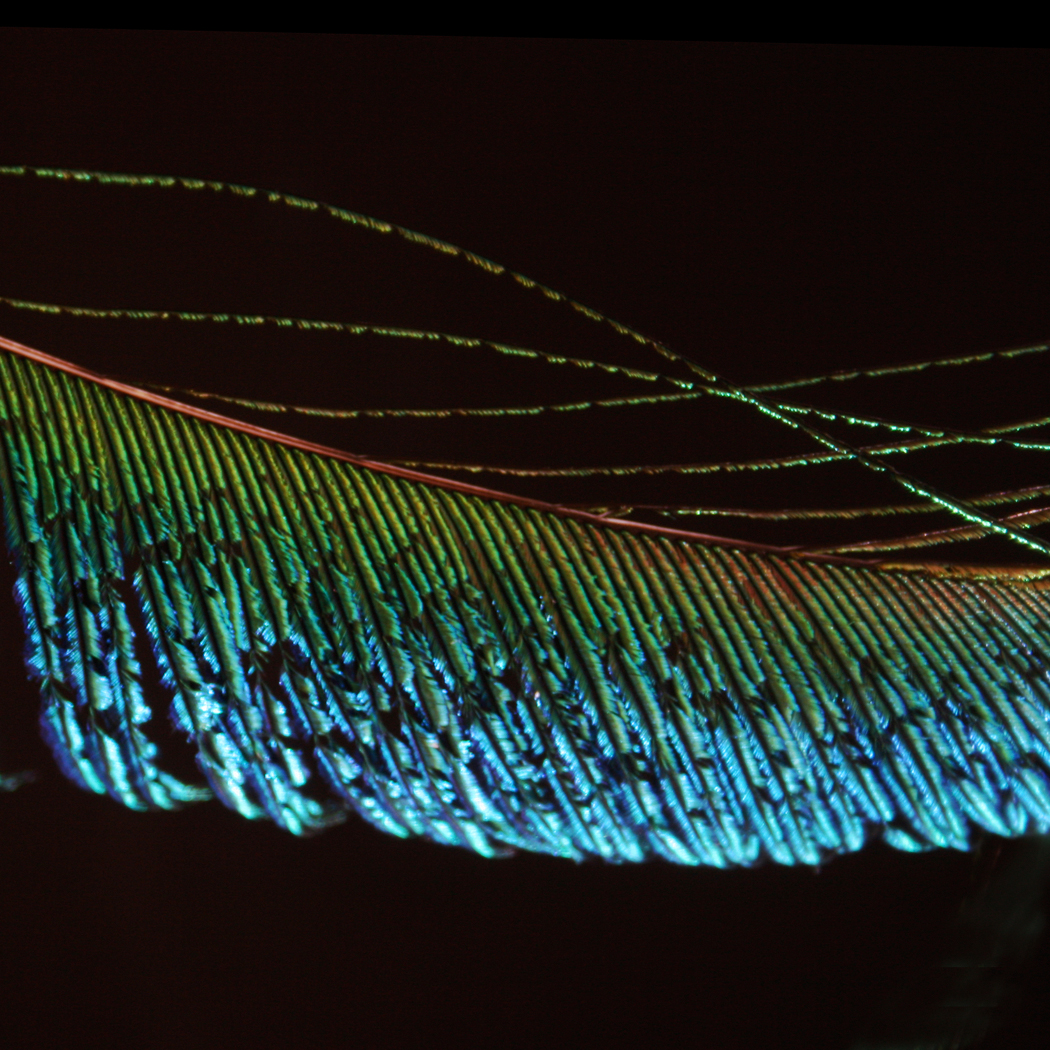
Detail iridescentního pavího pera

Pro mnoho nočních zvířat (např. šelmy a kopytníci) je tento jev také zásadní pro orientaci ve tmě, neboť ho využívají na zadní vrstvě oka zvané tapetum lucidum. Tato vrstva se jeví typicky jako jasně modře opalescentní, je uložená na zadní části oční koule za světločivnou vrstvou (sítnicí) a umožňuje odraz světla zpátky na sítnici (tzv. retroreflekci) a tím velmi efektní využití všech zbylých světelných paprsků v temnotě. Proto se při osvícení baterkou jeví oči těchto druhů zvířat jako jasně svítící.
Iridescence se ale u organismů vyskytuje i v jiných částech oka, např. na rohovkách ryb nebo vzácně na přední straně obalu lidské čočky v případě dědičného znaku označovaného jako polychromasia capsulare.

### Iridescence u rostlin
U rostlin není iridescence tak výrazná jako u zvířat a u většiny z nich si jí lidské oko nepovšimne. V případě květů je daná drobnou hřebenitou strukturou v kutikule okvětních obalů. Iridescence v tomto případě slouží k lákání opylovačů, stejně jako využití samotných barevných pigmentů květů (ať už viditelných v UV spektru nebo viditelném světle).
Iridescentní jsou však i listy některých tropických rostlin rostoucích ve stínu pralesů. Ty využívají absorpce a ohybu delších vlnových délek zeleného světla na průsvitných membránách v listu (iridoplasty) za vzniku metalicky modré iridescence. Některé z těchto druhů s velmi výraznou iridescencí jsou dostupné i jako pokojové rostliny, například Selaginella uncinata (vraneček modrý) nebo Begonia pavonina.

## Iridescence v průmyslu

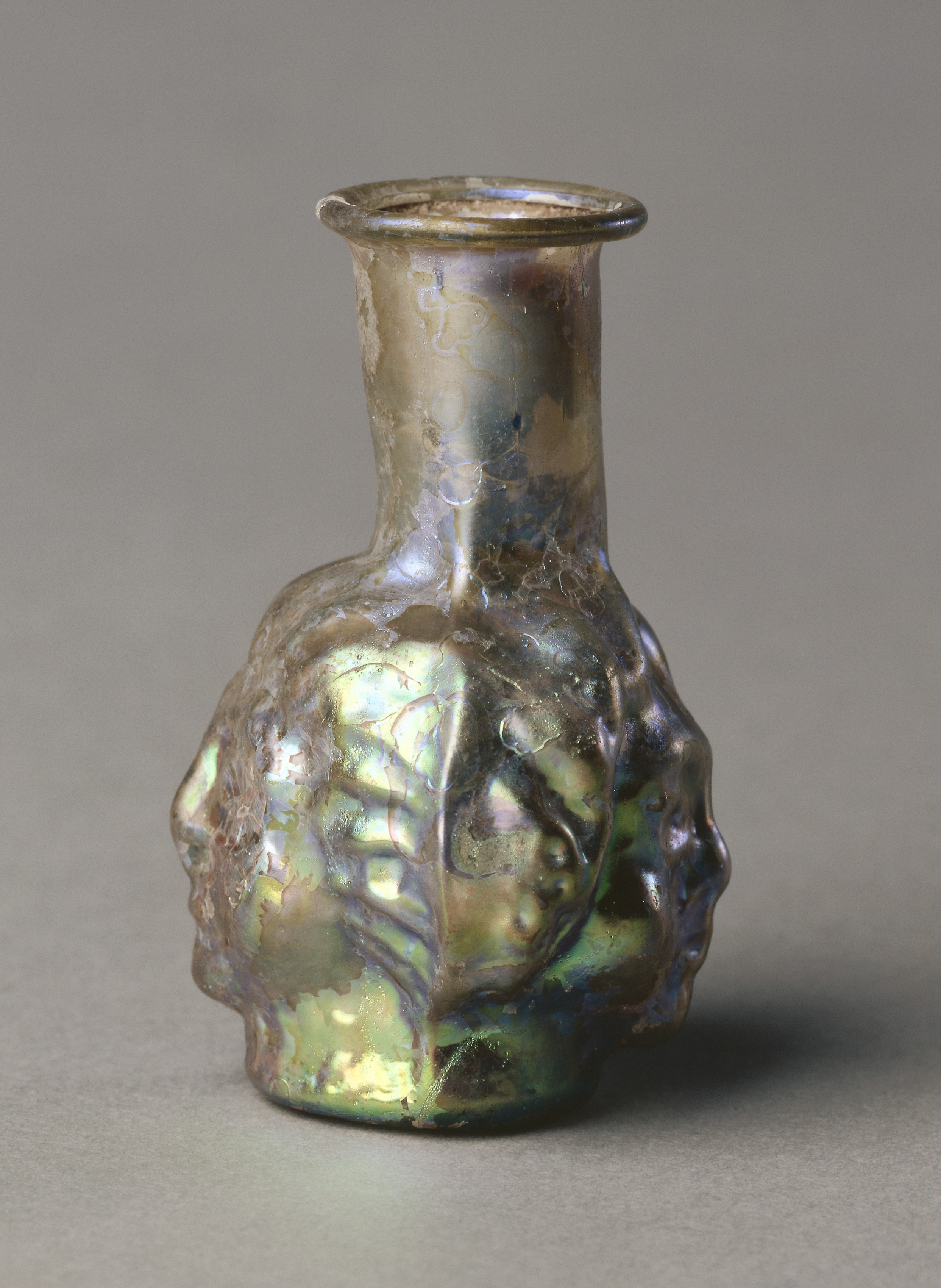
Římská váza (2.–3. stol. n. l.) s irizací způsobenou pozdější erozí povrchu skla

Strukturální iridescence vzniká vlivem typické nanostruktury povrchu objektu a přirozeně vzniká například na CD nebo DVD nosičích. Efektu iridescence je ale možné dosáhnout i s využitím jiných komerčně dostupných prostředků. Typicky se pak produkty s iridescenčními vlastnostmi objevují na trhu pod označením „holografické“. V akrylové malbě lze například využít přimíchání iridescenčního média. Pro výrazný kovově lesklý nebo perleťový efekt se do kosmetických produktů (např. očních stínů) přidává slídový prach.

### Irizované sklo
Významnou historickou součástí nejen českého sklářství byla výroba irizovaného skla. To bylo populární hlavně na přelomu 19. a 20. století s designem ve stylu Art Nouveau. Vyrábí se buď nástřikem více tenkých vrstev kovových pigmentů na horké sklo (např. chlorid cínatý, uhličitan barnatý, uhličitan strontnatý, dusičnan měďnatý) nebo přímo přidáním kovových solí do roztavené skelné hmoty.
Ačkoli si druhý náročnější způsob zdobení patentoval Louis Comfort Tiffany (dnešní americká společnost Tiffany & Co.) pod názvem "favrile glass" (favrilové sklo), nebyl první, kdo podobnou technologii začal využívat. O starších experimentech s irizací skla jsou záznamy z Maďarska, Slovenska a později Rakouska, odkud pochází známé výrobky vídeňské sklářské značky J. & L. Lobmeyr. Na území současné ČR se irizovaným sklem proslavila sklárna Lötz (v literatuře také jako Loetz).
S iridescentním povrchem skleněných výrobků se lze setkat už u antických nálezů. V těchto případech ale nebylo sklo irizováno při výrobě, nýbrž došlo k irizaci až později vlivem zvětrávání povrchu skla uloženého v půdě. K procesu dochází za přítomnosti kyselé vody, která ze skla vymývá rozpustné soli nebo zásadité složky a mění tím strukturu materiálu.

## Galerie
Ukázky iridescence na různých objektech.

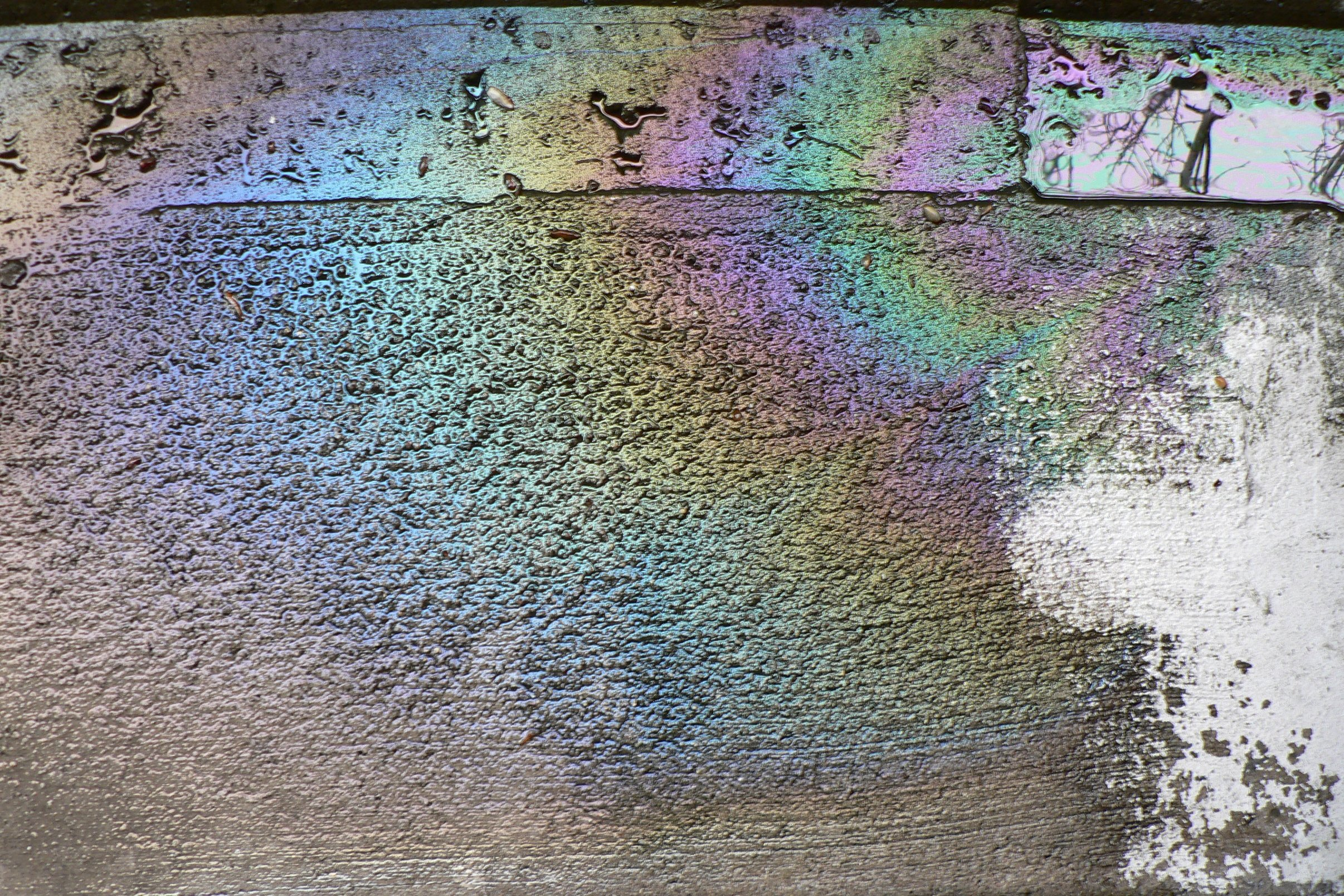
Skvrna od benzínu
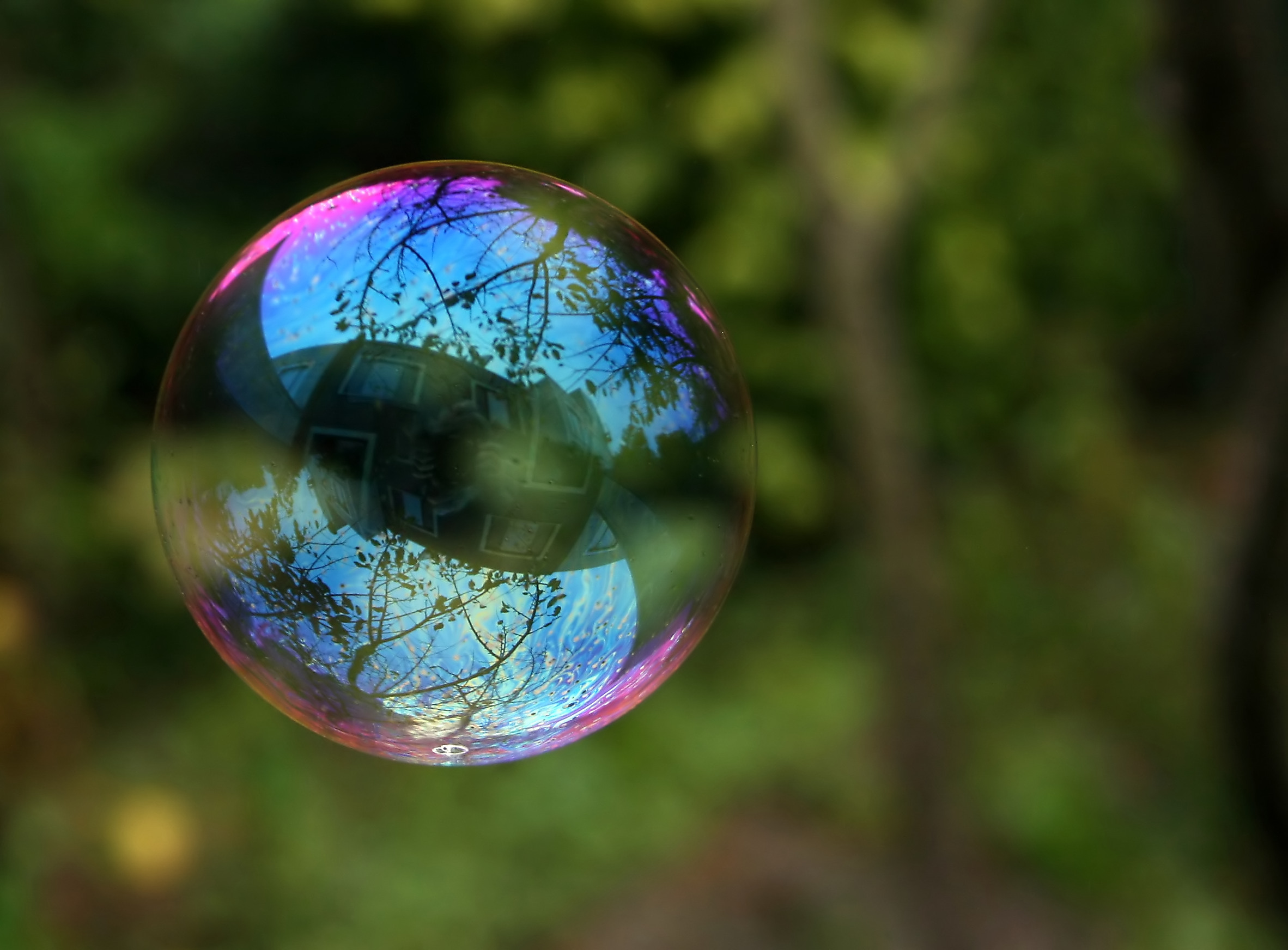
Iridescence na mýdlové bublině
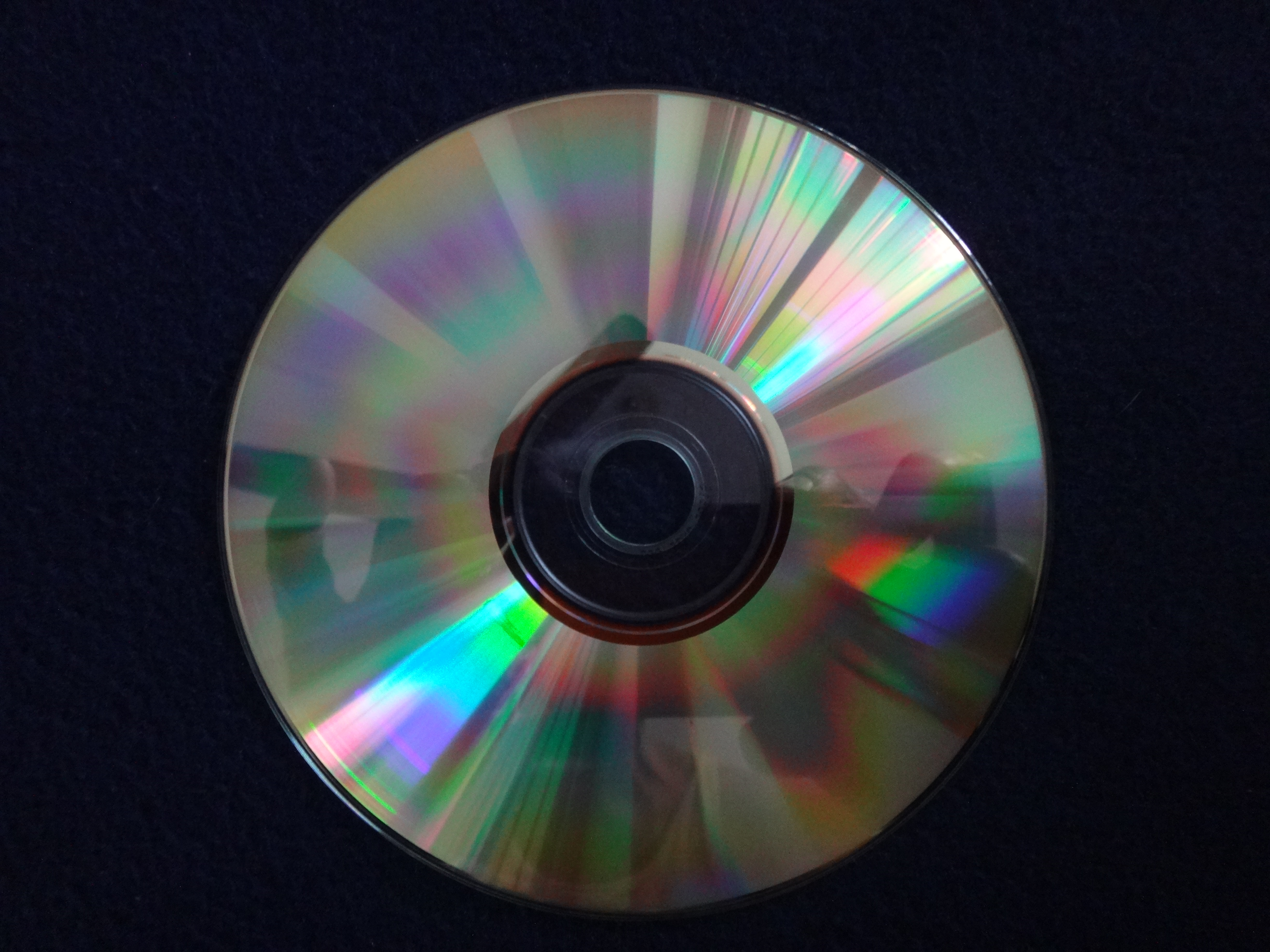
Povrch kompaktního disku (CD)
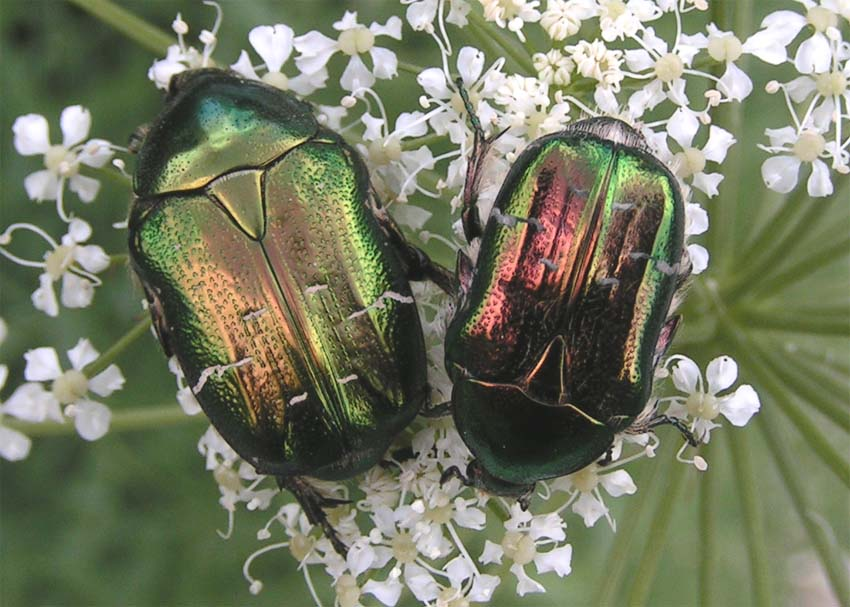
Iridescentní kutikula zlatohlávka
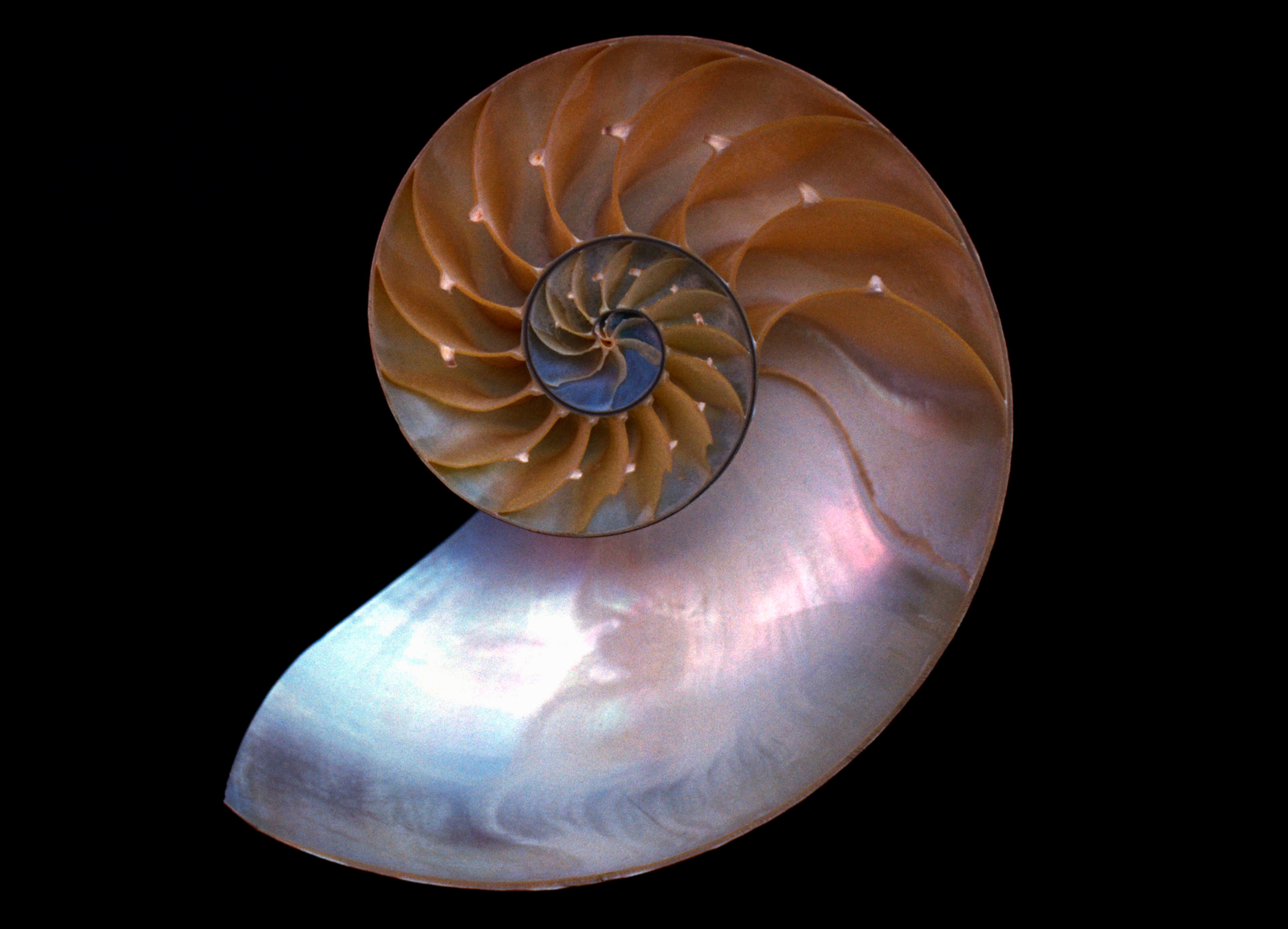
Perleťový vnitřek schránky loděnky (Nautilus)
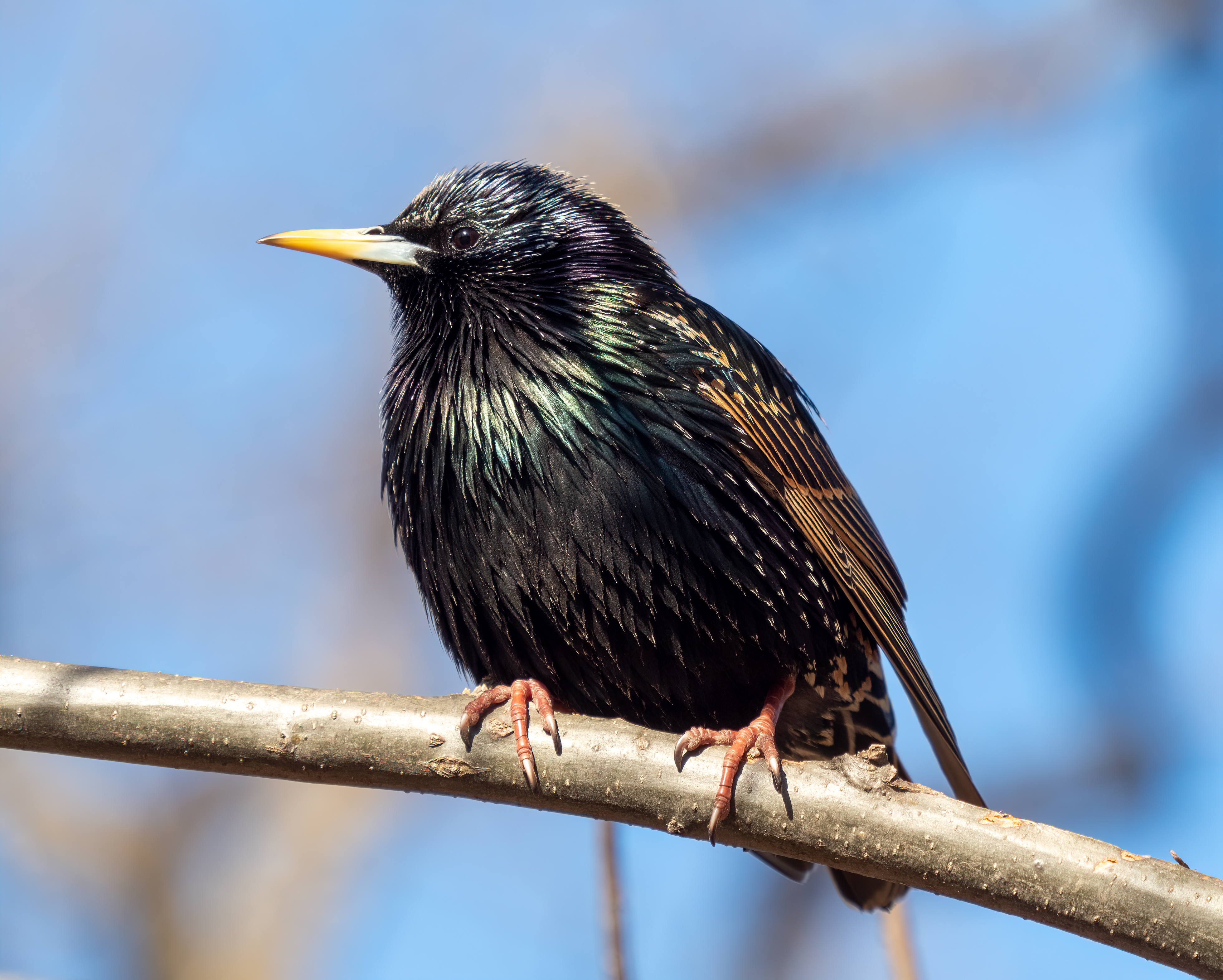
Lesklé iridescentní peří špačka
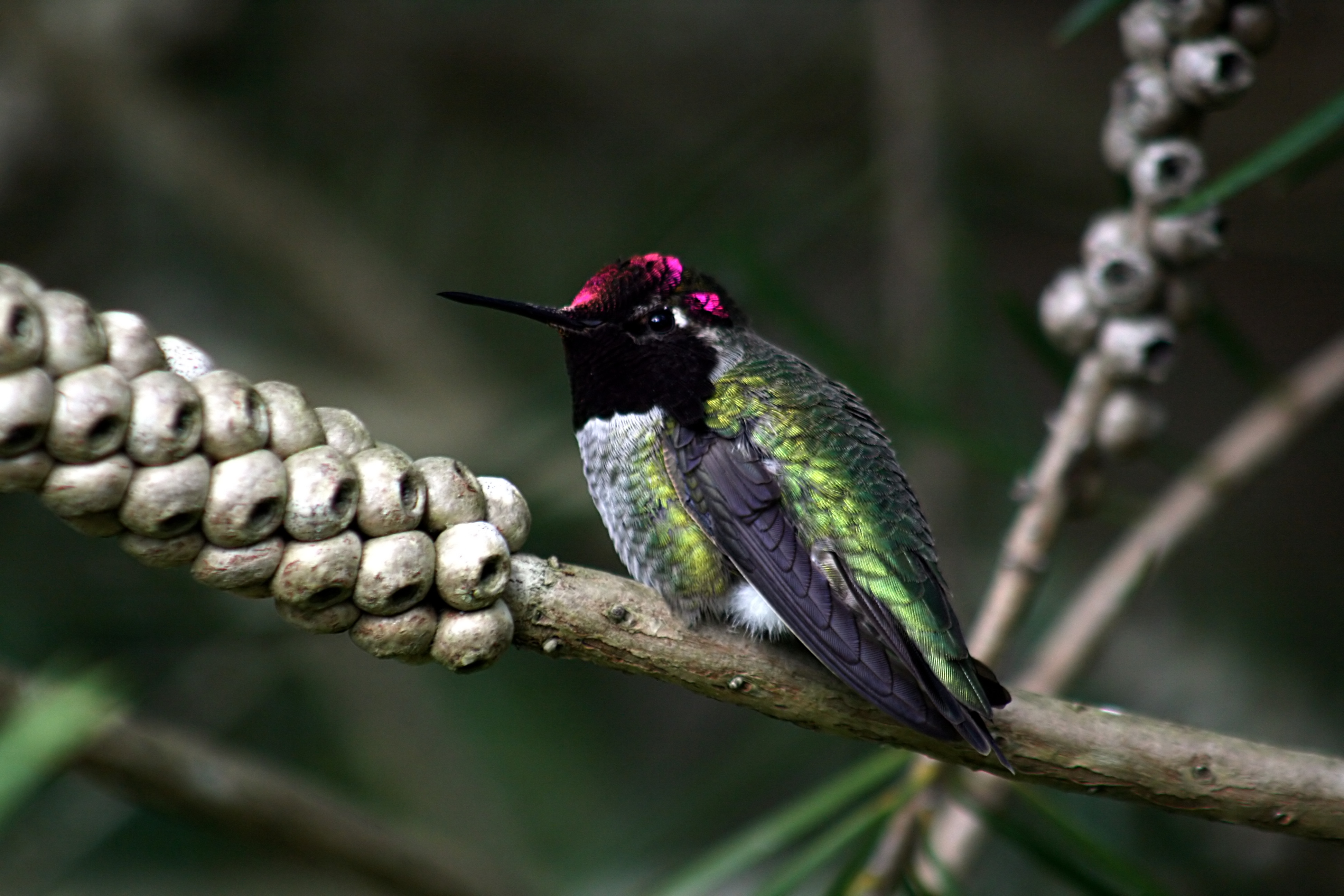
Iridescentní peří kolibříka
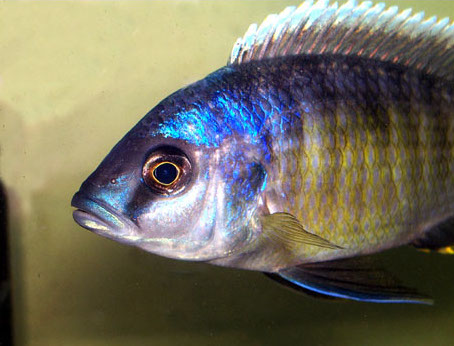
Iridescentní zbarvení u ryb